# Maria Brunn (Ponlach)

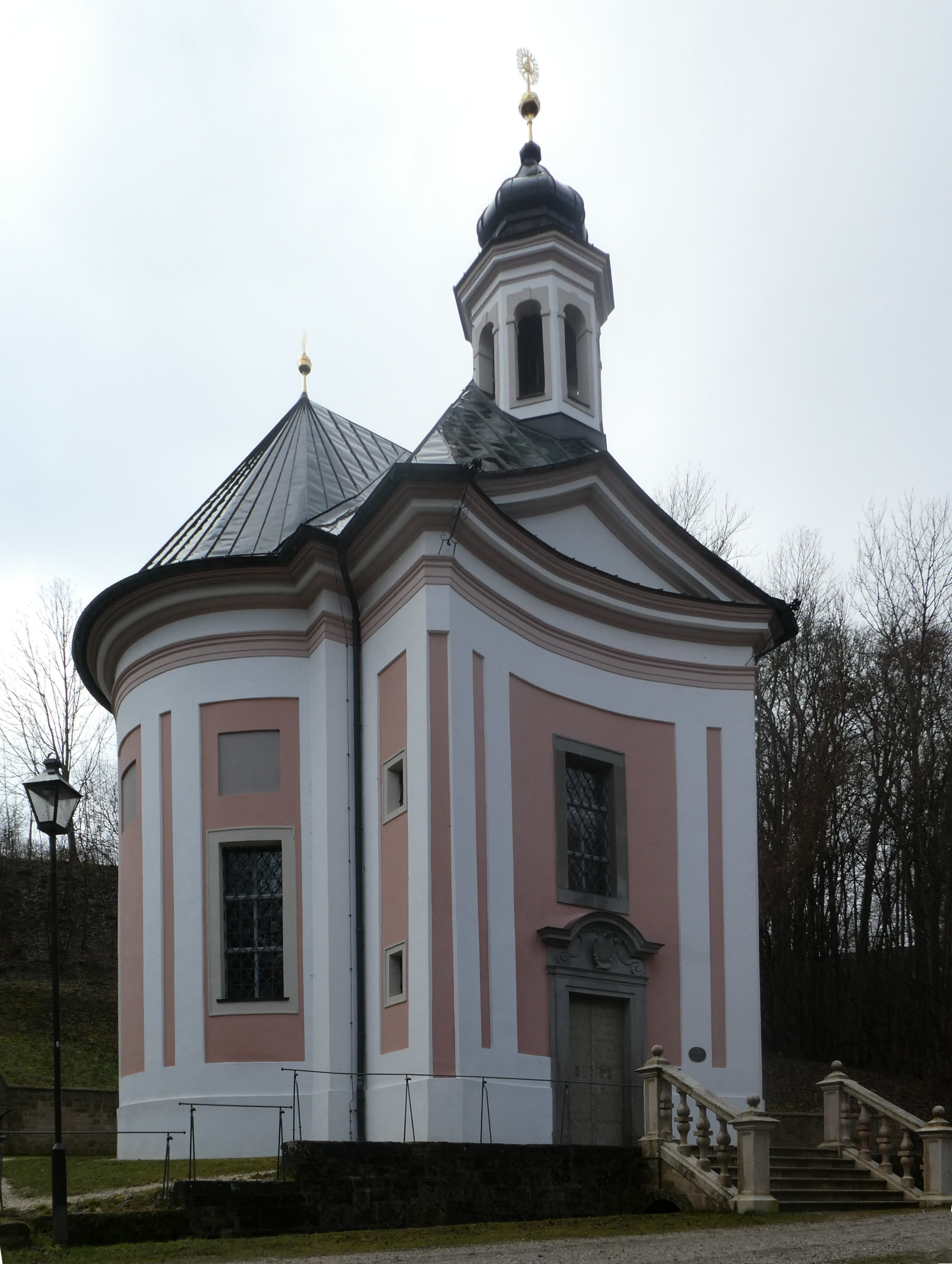
Maria Brunn in Ponlach

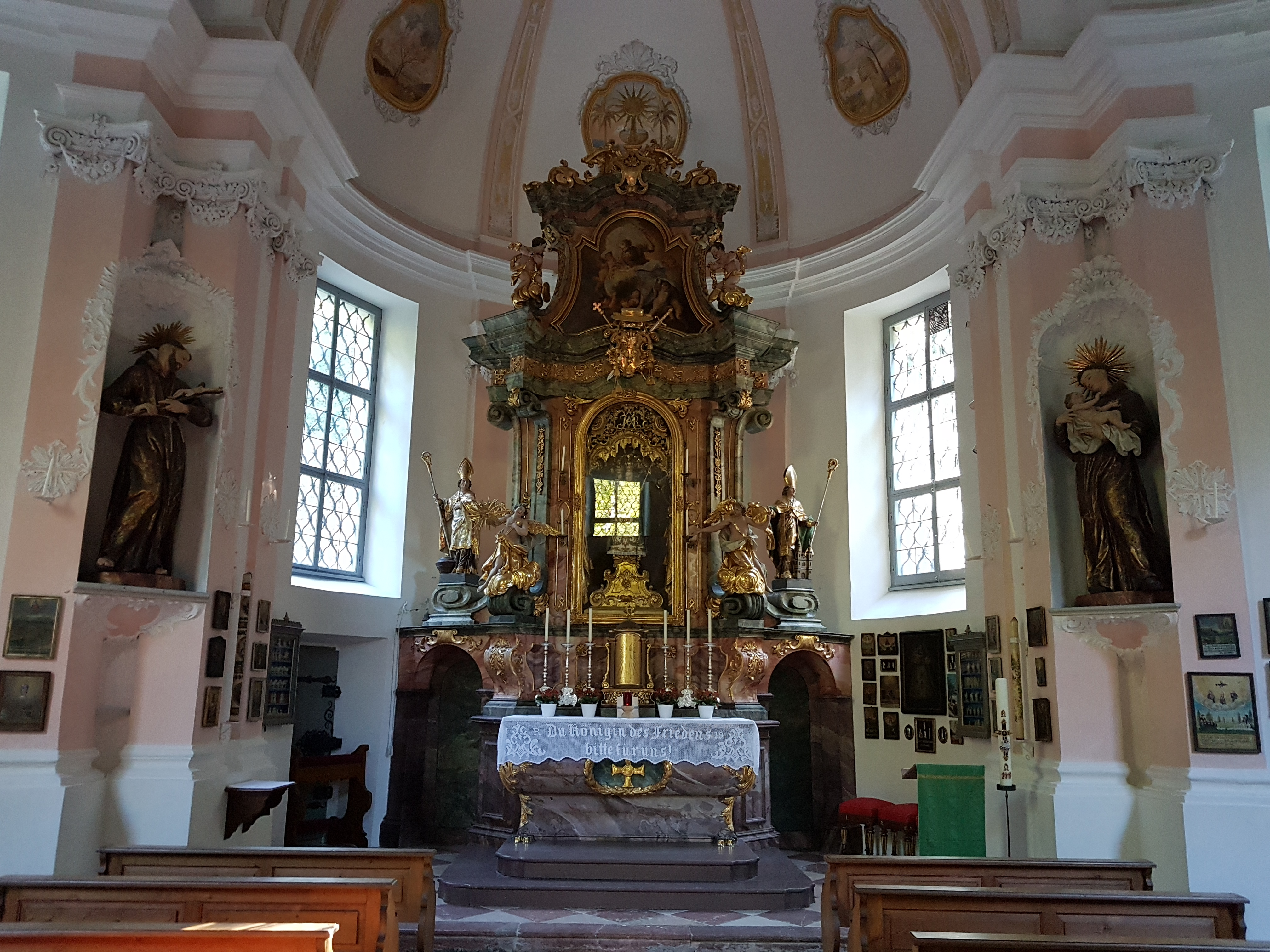
Innenansicht

Die römisch-katholische Wallfahrtskirche Maria Brunn, die sogenannte Ponlachkirche, steht von Laubwald umgeben in Ponlach, einem Gemeindeteil der Stadt Tittmoning im oberbayerischen Landkreis Traunstein. Sie ist in der Liste der Baudenkmäler in Tittmoning unter der Nummer=D-1-89-152-230 eingetragen. Die Kirche gehört zum Dekanat Traunstein im Erzbistum München und Freising.

## Beschreibung
Das Gebäude wurde 1716/17 nach einem Plan des Sebastian Stumpfegger anstelle eines Vorgängers von 1624 errichtet, nachdem die Anzahl der Wallfahrer immer größer geworden war. Es ist ein nach Süden gerichteter Zentralbau mit drei halbrunden Konchen und nach innen gewölbter Fassade. Außen sind die Wände durch Lisenen, innen durch Pilaster gegliedert. Die Konchen sind mit Kuppeln überspannt. 
Hinter der Kirche fließt aus zwei Brunnen Wasser, dem von jeher heilende Wirkung nachgesagt wird. Mit dem Wasser des linken Brunnens werden die Augen benetzt, das Wasser des rechten Beckens wird auch getrunken.
Der Hochaltar wurde 1718 geschaffen. In der Nische seines Mittelteils, dem Altarschrein, steht eine Marienstatue mit Jesuskind, Zepter und Krone, die 1640 der Salzburger Bildhauer Hans Pernegger der Ältere geschnitzt haben soll. Sie ist das Gnadenbild von Maria Brunn. Im Altarauszug ist Gottvater mit dem Heiligen Geist in Gestalt der Taube dargestellt. Die beiden Seitenaltäre werden von den Skulpturen des heiligen Georg und des heiligen Florian von Lorch beziehungsweise des heiligen Joachim und der heiligen Anna flankiert, die Johann Georg Itzlfeldner gestaltete. In Wandnischen nahe dem Hochaltar stehen die lebensgroßen hölzernen Statuen des Antonius von Padua und des Franz von Assisi.